# Pişmaniye

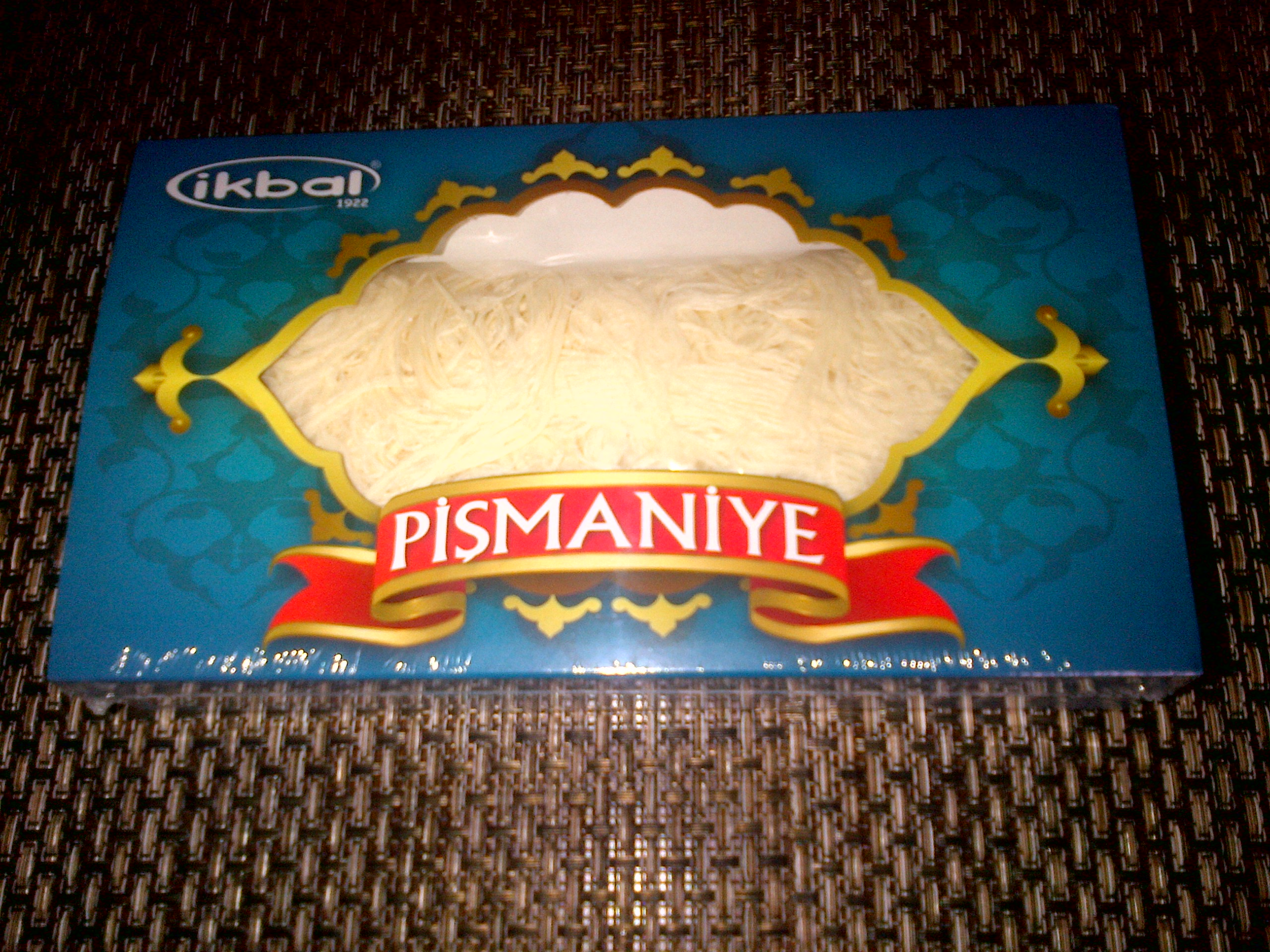
Pişmaniye de Turquia en la seva caixa de cartró clàssica.

Pişmaniye és un dolç tradicional de la cuina turca, fet amb farina de blat, mantega i sucre. Algunes varietats poden tenir vainilla, festuc, cacau i estar cobertes amb xocolata. Una variant recent de pişmaniye a Turquia és pişmaniye amb tomàquet.